# Lékai Máté

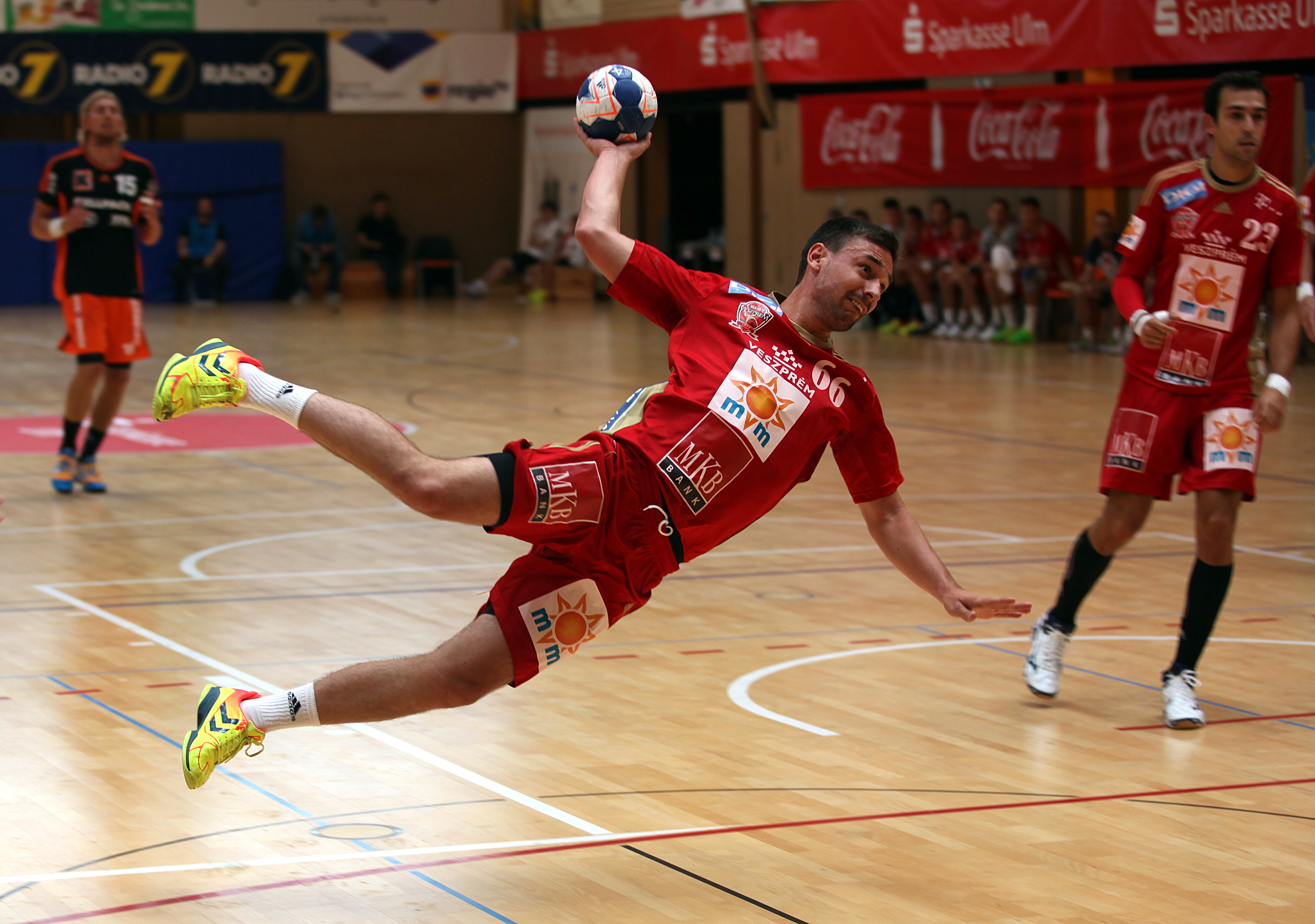
A Sparkasse Kupán Ehingenben (2014)

Lékai Máté (Budapest, 1988. június 16. –) magyar kézilabdázó, a Ferencvárosi TC és a magyar férfi kézilabda-válogatott játékosa. Válogatottban és klubcsapatában a mezszáma egyaránt 66.

## Sportpályafutása
Budapesten született, és 2004 és 2010 között a PLER KC játékosa volt. 2010-től két évig a Pick Szeged játékosa, majd tőlük a 2012-es őszi idénytől a szlovén RK Celjéhez igazolt. 2014 márciusában újra magyar csapathoz a Telekom Veszprém KC-hez igazolt. A Magyar férfi kézilabda-válogatottban 2009 március 20-án debütált Tunézia ellen. Londonban tagja volt a 2012. évi nyári olimpiai játékokon negyedik helyet szerző válogatottnak. A 2020-as Európa-bajnokságról sérülés miatt maradt le.
Tagja volt a 2021-es világbajnokságon 5. helyezett csapatnak.

### Magánélete
Felesége Lékai-Kiss Ramóna színésznő, akivel 2019-ben házasodott össze. Gyermekük Noé, 2019 januárjában született.

## Eredményei

### Klubcsapatokban
- Magyar bajnok: 2015, 2016, 2017, 2019
  - ezüstérmes: 2011, 2021
- Magyar kézilabdakupa győztese: 2015, 2016, 2017, 2018, 2021, 2022
  - döntős 2012, 2019
- Szlovén bajnoki ezüstérmes: 2013
- Szlovén kupagyőztes: 2013, 2014
- EHF-bajnokok ligája ezüstérmes: 2015, 2016, 2019
  - bronzérmes: 2017
- EHF-bajnokok ligája ezüstérmes: 2015, 2016, 2020, 2021
  - ezüstérmes: 2017

### A válogatottban
- magyar férfi kézilabda-válogatott
- Eddigi legjobb eredménye: 
  - Világbajnoki 5., Egyiptom, 2021-ben
  - Olimpiai 4., London, 2012-ben

### Egyéni
- Az év magyar kézilabdázója: 2017

## Díjai, elismerései
- „Az év serdülő játékosa” (2005)[10]
- Magyar Ezüst Érdemkereszt (2012)
- Junior Prima díj (2012)
- Az év magyar kézilabdázója (2017)[11]